# Б.Т.Р.
Вижте пояснителната страница за други значения на БТР.
Б.Т.Р. е българска рок група.
До средата на 90-те години на XX век свири хевиметъл, а по-късно преминава към хардрок. По-точно стилът се води мелъди радиофоничен рок, с препратки към хард и хеви рок.

## История
Група БТР е създадена в Националната гимназия за древни езици и култури през 1984 г. от Валентин Гуевски (китара), Милен Марчев (бас китара) и Ясен Петров (вокал). Първоначално стартира като траш метъл група, преди да се преориентира към традиционния хевиметъл. В периода 1990 – 1991 БТР правят първите си студийни записи. По това време бандата е в състав: Делин Иванов (вокал), Бойко Ковачев (бас китара), Валентин Гуевски (китара), Кирил (Киро) Божков (китара, автор на текстове, композитор, вокал) и Иван Лазаров (ударни). В голям хит се превръща песента „Магура“, за която като гост-певец е поканен Наско Стефанов. За първи път БТР участват на престижен рокфест в Троян през 1990 г. През 1991 г. съставът на групата коренно се променя – Иван Лазаров и Бойко Ковачев напускат и основават БГ Рок.  Те са заменени от Иван Калфов (бас, вокал) и Георги Милев (ударни-до 1997 г.), а вокалист става Христо Ангов.
За първия си албум, групата е в състав: Христо Ангов (вокал), Валентин Гуевски (китара), Кирил Божков (китара), Иван Калфов (бас), Георги Милев (ударни). Той излиза като издание на „Рива Саунд“ и е концертен, с изпълнения от концерта в зала „Валентин Андреев“ на 29 януари 1992 г. и с изключение на първите 2 песни е изцяло на български език. Група Б.Т.Р. набира популярност през 1993 година, когато идва предложението от страна на френския мениджър Марк Буслон за записване и издаване на албум във Франция. По това време обаче групата се е разпаднала, след като е напусната от основателя Валентин Гуевски и вокалът Христо Ангов. Останалите трима членове привличат Атанас (Наско) Пенев – вокал, Славчо Николов – китари, вокали, композитор и автор на текстове. За да се отличават от предишната формация, поставят и „точките“ в името на групата. 
От 1993 г. до 1996 г. съставът на групата е: Кирил Божков – китари, Иван Калфов – бас китара и вокали, Георги Милев – барабани, Славчо Николов – китари и вокали, Атанас Пенев – вокали. Първият албум на групата в този и състав носи името „Feel the Life“ и е хевиметъл, записан на английски език, издържан в класическия стил на хеви-звученето. Осъществен е в студиото на НДК. Непосредствено след издаването му следва и промоцията му в различни клубове и малки зали във Франция, по протежението на Лазурния бряг. Изявата им създава добро впечатление и във френската преса са представени с ласкави думи за забележителната стиковка на групата и професионалните композиции. Албумът е приет добре и от страна на френската публика. През 1994 г. идва предложение за участие на фестивала „F.R.A.C.A.“, който е голям форум в Южна Франция. В него взимат участие над 20 групи и изпълнители от страната домакин и Италия. Б.Т.Р. отново са заслужено посрещнати. През март 1994 г. се слага началото на клубната кариера на Б.Т.Р., а към края на 1995 г. – Б.Т.Р. са подгряваща група на Iron Maiden в София. Към края на 1995 г. се налага смяната на барабанист и като такъв, идва Александър Каранджулов които остава в групата до 1997 година. През януари 1997 г. като постоянен член на групата се присъединява Илиян Диков, и групата става в състав:
- Кирил Божков (26 април 1968 – София) – китари
- Славчо Николов (15 май 1967 – София) – китари, вокали
- Иван Калфов (18 декември 1967 – Бургас) – бас китара, вокали
- Атанас Пенев (27 февруари 1971 – София) – вокал
- Илиян Диков (Малкия) (10 ноември 1977 – Пловдив) – барабани

През 1995 – 96 г. групата записва материал за нов албум, но никоя звукозаписна компания не се решава да го издаде. Все пак през 1997 г. „Terum Records“ го издават под името „Б.Т.Р. '97“. В хитове се превръщат песните за, които огромна заслуга има завърналият се член Павел Чавдаров „Елмаз и стъкло“, „Хей, момиче“, „Дюн“ и т.н. През 1997 г. към групата се присъединява и неофициалният член на бандата Александър Филчев – „Санеца“, изявяващ се основно на клубните сцени. Група Б.Т.Р. отново има покана за голям фестивал в северозападна Франция – „Cosmopoliten“. В него взимат участие известни групи от различни страни. Съвместната работа с френския промоутър – Стефан Баре е свързана и с други проекти, насочени към културния обмен между България и Франция. В края на 1997 г., Б.Т.Р записват един от най-големите си хитове – „Спасение“, използван за саундтрак във филмите „Омагьосания кръг“ и „Аз обвинявам“. Песента „Спасение“ е включена в албума „7 балади“ – озаглавен така, защото съдържа седем песни. Самият албум е издаден и пуснат на пазара през 1998 г., като от него са продадени над 150 000 копия. Това е един от първите музикални албуми с мултимедийна част с интервюта, клипове и табулатури за китара, издаван от български автори. В този период групата изнася над 500 концерта. През 1998 г. още веднъж посещава Франция за „Фестивала на музиката“ заедно с Георги Минчев и Бараби Блус Бенд, печели наградата „Група на годината“ на ТВ ММ, интересен факт е самостоятелния рецитал на група Б.Т.Р. на фестивала „Златния Орфей“ същата година.
През 1999 г. е пуснат пилотният сингъл към албума „Мечти“ – „Цвете от луната“. Тази песен бързо се превръща в хит и печели първа награда в класацията за най-добър видеокпип на фестивала „Златната антена“. Албумът „Мечти“ съдържа 10 емблематични за групата песни: „Нощни влакове“, „Когато няма любов“, „Дъждостих“ и т.н., наложили се във времето. Записан е в периода септември 1998 г. – май 1999 г. в „Графити Студио“ – София. Издаването на албума е ознаменувано със самостоятелен концерт в зала „Христо Ботев“ в София, на който три хилядната публика аплодира групата над 15 мин. след края на концерта. По поръчка на БНТ се заснема и филма „Мечти“, разказващ лични истории за членовете на групата. На път за фестивала „Рок-експлозия“ в Бургас, групата претърпява автомобилна катастрофа предизвикана от друг шофьор, с колата на китариста – Кирил Божков, но въпреки стреса и нараняванията грабва първа награда с песента „Цвете от Луната“. През 1998 – 1999 г. групата осъществява четири самостоятелни турнета, и участва в едно общо турне, като за период от две години има над 350 концерта и участия в концерти, радвали се на рекордни интерес и посещаемост. В рамките само на две години (от 1997 – 99 г.) рейтингът на Б.Т.Р. рязко се повишава и „набиращата инерция млада група“ вече е един от жалоните определящи стандартите в българската музика.
На 3 декември 2000 г. е първо стъпване на бандата на английска земя и самостоятелен концерт в лондонската зала „Astoria Hall“, през 2001 г. – три месеца по-късно групата отново концертира в „Astoria Hall“ този път придружена от Кирил Маричков и Милена Славова, с които изнасят незабравим за българската публика в Лондон общ концерт. 2001 г. е запомняща се за Б.Т.Р. – започват записи на нов албум, взимат награда на престижния фестивал „Golden Stag“ в Румъния, а веднага след това заминават за Китай. Изнесени са множество концерти пред многобройната публика из Южен Китай. Сред западните си колеги на тези фестивали Б.Т.Р. са абсолютни фаворити. Интерес към тях проявяват и китайските медии. Групата е търсена за много интервюта в различни телевизионни предавания и вестници, както и поканена за последващи концерти. 11 юни 2002 г. е датата за концерта с които групата отбелязва пускането на новия албум „Играта“. В зала 1 на НДК има над 4000 души очакващи новите песни от албума, както и специалният гост поканен от Б.Т.Р. – басистът и певец на „Дийп Пърпъл“, Глен Хюз. За първи път публиката чува хитовете „Море от любов“, „Да погледна в теб“, „Играта“ и др., песните „Надежда“ и „Нощни влакове“ изпълнени със симфоничен квинтет и хитове на „Deep Purple“ „Stormbringer“ и „Mistreaded“ изсвирени от Б.Т.Р. и изпяти от Глен Хюз, с когото след това започват изключително успешно сътрудничество и реализират съвместни концерти в Сърбия и България. Песни от този концерт записани на живо в залата се включват и в албума – „Б.Т.Р 93 – 06“, а самият концерт е заснет и излъчен от Българска Национална Телевизия. Бандата изключително успешно презентира новия си албум „Играта“ на много клубни и открити сцени в цялата страна, като всички отпечатани бройки от албума са продадени.
През 2003 г. следват участия в Австрия, Германия, Гърция, за трети път „Astoria Hall“, London съвместно с бившия вокалист на Юрая Хийп – Джон Лоутън. През 2004 г. – групата получава покана за участие на един от най-големите фестивали в Китай – Meet in Beijing, този път в Пекин. Следва „разходка“ и до ХоШиМин (Сайгон), Виетнам където групата участва в няколко концерта и ТВ шоу. Най-популярния виетнамски канал VTV – 3 излъчва концерт на българската група с продължителност един час, който събира обичайния за канала рейтинг от около 50 милиона зрители. Две хиляди и четвърта се запомня и с поставянето на основите на една, вече дългогодишна традиция – концерта „July Morning“ на 1 юли в град Каварна с певеца на Uriah Heep – Джон Лоутън. В периода 2005 – 2007 г. група Б.Т.Р. изнася над 300 самостоятелни концерта в България, свири на една сцена с легендарни музиканти и групи: Deep Purple, Whitesnake, Scorpions, Ronnie James Dio – Heaven and Hell, Nazareth, Motorhead, Europe, Accept, Gamma Ray, Michael Schenker Group и др. През 2005 г. Б.Т.Р. печели Пролетния конкурс на Българско национално радио с песента „Полутонове“ и като представител на станата участва в международния фестивал Eurosonic в Холандия, където взима и награда. На 5 юли 2006 г. в град Призрен в Косово, бандата изнася концерт на които броят на охраняващите войници от KFOR се доближава до този на публиката, която е около 5000 души. Пак през 2006 г. Б.Т.Р. се включва в кампанията „Великите Българи“ на БНТ с песента „100 Надежди“ записана специално за този проект.
Паралелно с безкрайните концерти, турнето „24 часа Б.Т.Р. – Сигнал“ и пътувания до Италия, Сърбия, Украйна, Великобритания и др. групата обмисля и записването на нов албум. Решението на концепцията за албум – съдържащ кавъри на емблематични български песни, дава на музикантите, свободата да развият собствените си идеи пречупени през призмата на десет от песните, характерни за развитието на всеки член на групата. Записите на „Déjà vu“ започват през пролетта на 2007 г. в собственото студио на групата, осъществени от самите тях. Албумът показва на най-младата публика, че има наследство, което в никакъв случай не заслужава да прашасва в скрина на забравата. Естествения ход на събитията води до пищното промотиране на песните през пролетта на 2008 г. във Военния клуб в София, като гости на групата са най-емблематичните автори, текстописци и изпълнители в българската музика. Българска Национална Телевизия заснема филм за събитието и многократно го излъчва. Свиренето пред публика отново измества всичко друго, като Б.Т.Р добавят и няколко награди във вече нескромната си колекция, сред тях Група и Албум на Годината на БГ Радио. Проявите на групата претърпяват най-различни метаморфози, като се започне от серията акустични концерти с участието на един от най-популярните и обичани български актьори – Христо Мутафчиев, клиповете, фотосесиите, интервютата, благотворителни кампании и други проекти реализирани през този период.
2011 г. започва с пускането на сингъла, написан от Славчо Николов и който по-късно дава и името на предстоящия албум „Защо“ които печели наградата на Българско Национално Радио, заснет е и клип към песента с участието на най-хитовия български актьор Асен Блатечки, съученик на Атанас Пенев и дългогодишен приятел на групата. Следва песента „Забравената нежност“, чиито автор е Кирил Божков. Представена е официално на Годишните музикални награди на БГ Радио 2013 г., на които групата печели поредната си награда за Група на годината за 2012 г. Клипът „Забравената нежност“ много бързо трупа популярност, благодарение на уникалната си визия, хитова композиция и аранжимент на песента. Групата подготвя албум под заглавието „? ЗАЩО ?“, очакван да излезе през лятото на 2014 г.
На 5 юни 2014 година Б.Т.Р. представят новия си албум „ЗАЩО“ пред над 3000 души в зала „Универскиада“ като шоуто продължава два часа и половина без секунда почивка със звук, осветление, видео и пиро-ефекти на световно ниво. За откриваща песен Б.Т.Р. избират „Забравената нежност“, а след това започват да редуват песни от новия си албум „Защо?“ с рок класики и любими балади на публиката като „Златна рибка“, „Нощни влакове“, „Елмаз и стъкло“, „Няма връщане назад“ и „Цвете от луната“, а на бис изпълняват „Спасение“, по време на която публиката заглушава с пеенето си вокалите на Наско.
Сред най-емоционалните моменти в концерта са изпълнението на съвместното парче с Мариана Попова „Несбъдване“, в което се включва и дамският квартет „Стрингс“, както и новата песен „Сто надежди“ – смесваща рок и български фолклор с майстора на перкусиите Стоян Янкулов – Стунджи и гайдаря Кирил Николов на сцената. По време на изпълнението на „Сто надежди“, Славчо заменя електрическата китара с тамбура.
Сред другите гост музиканти са пианистите Ясен Велчев и Антоний Георгиев-Тонто от „Ахат“, който този път е в ролята на акордеонист.
В залата присъстват и рок легендите Данчо Караджов и Кирил Маричков, както и ВИП рокаджии като Денис Ризов, кметът на Каварна Цонко Цонев, Влади Въргала и Ники Кънчев. Феновете светкавично разграбват първите бройки от чисто новия албум.
След юбилейния концерт през 2014 година Б.Т.Р. изнасят още спектакли пред родните фенове в Несебър, Варна, Созопол (в рамките на празниците на изкуствата „Аполония“) и в много други градове в страната.
През март 2015 година, китариста и композитор на музиката и текстовете на голяма част от песните на БТР – Кирил Божков, напуска групата. Причините за напускането му и до днес не са оповестени публично. Знае се обаче, че Кирил Божков успява 10 години да налага вето на песента Несбъдване, записна с Мариана Попова, на която песен е направен изключително скъп видео клип за българските стандарти. Въпреки скъпият клип, песента не е успешна и не отговаря на стила на групата. Вероятно е ябълката на раздора и причина Кирил Божков да напусне собствената си група. Следват период на концертна дейност из клубовете, както в страната, така и в ЕС и САЩ. Имат и няколко изяви с Тим Оувенс Рипър, бивш вокалист на Джудас Прийст и Ингви Малмстийн.
На 24 май 2015 – Денят на българската просвета и култура и на славянската писменост на церемонията по връчването на „Годишните музикални награди на БГ радио“ Б.Т.Р. печелят 2 приза – за албум („Защо“) и за група.

## Дискография
- 1992 – „Live“
- 1993 – „Bending the Rules“
- 1993 – „Feel The Life“
- 1997 – „Б.Т.Р. 97“
- 1998 – „7 балади“
- 1999 – „Мечти“
- 2002 – „Играта“
- 2004 – „93 – 04 1“
- 2006 – „93 – 06 2“
- 2008 – „Deja Vu“
- 2014 – „Защо?“
- 2018 – „Невидими стени“
- 2021 – „Пъзел“ [4]

## Състав
- Атанас Пенев
(вокал)
- Славчо Николов
(китари и вокал)
- Иван Калфов
(бас китара)
- Илиян Диков
(барабани)

## Съпорт концерти
- Танкард – 03/1992
- Айрън Мейдън – 10/1995
- Моторхед
- Аксепт 27/8/2005
- Гама Рей 27/8/2005
- Дийп Пърпъл – 21/07/2005
- Скорпиънс – 06/09/2005
- Уайтснейк – 27/6/2006
- Назарет
- Майкъл Шенкер Груп
- Юръп – 11/5/2007
- Хевън енд Хел – 2007
- Саксън – 31 декември 2007